# 孫光祀
孙光祀（1614年—1698年），字怍庭，号溯玉。其先为山东平阴人，通籍后迁于历城。清朝政治人物，進士出身。

## 生平
明崇禎十五年（1642年）壬午科山東鄉試，清顺治十二年（1655年）中式乙未科二甲第六名进士，選庶吉士。次年，改礼科给事中，上疏陈“慎诠选、核镇将、核赎锾、剔衙蠹、禁滥征、酌科议”六事，皆中利弊，部议允行。历任刑、兵、戶、吏四科都给事中。六年中，疏凡二十余上，悉奉温旨褒嘉。出典湖广乡试，取士百六十人，而捷南宫者六十四，得士称最盛。选太常寺少卿，假归。
康熙元年（1662年）补四译馆少卿，修葺馆署，考校译字生四十人；请复旧制，兼翰林职，著为令，馆中勒石纪德；转右通政使。康熙十二年（1673年）充殿试读卷官，晋太常寺卿。会天坛有牧马者，上遣内侍察堂官职名。或谓光祀任甫三日，可勿预。光祀曰：“居其职，敢诿其过乎！”遂与同官俱列名，罚俸三月。其年，迁通政使，擢兵部右侍郎。康熙十二年（1774年）十二月初，吳三桂起兵叛清，孙光祀密疏请诛杀其子吴应熊，以杜绝内患。三藩之乱平定，中枢有力焉。康熙十八年（1679年）充殿试读卷官。京察，自陈乞休，赐蟒服回籍。时岁大祲，出粟五百石以赈，全活无算。至如睦族党、周贫乏、设义学、建桥梁，懿行班班，又其余事云。年八十五，卒，入祀乡贤祠。

## 著作
著有《澹餘軒集》八卷、《澹餘雜著》一卷。